# Aaron McIntosh
Aaron John McIntosh (Auckland, 17 gennaio 1972) è un velista neozelandese.
Specializzato nel Mistral, ha partecipato ai Giochi di Atlanta 1996 e di Sydney 2000, vincendo il bronzo nell'edizione australiana.